# Nadja Lüders

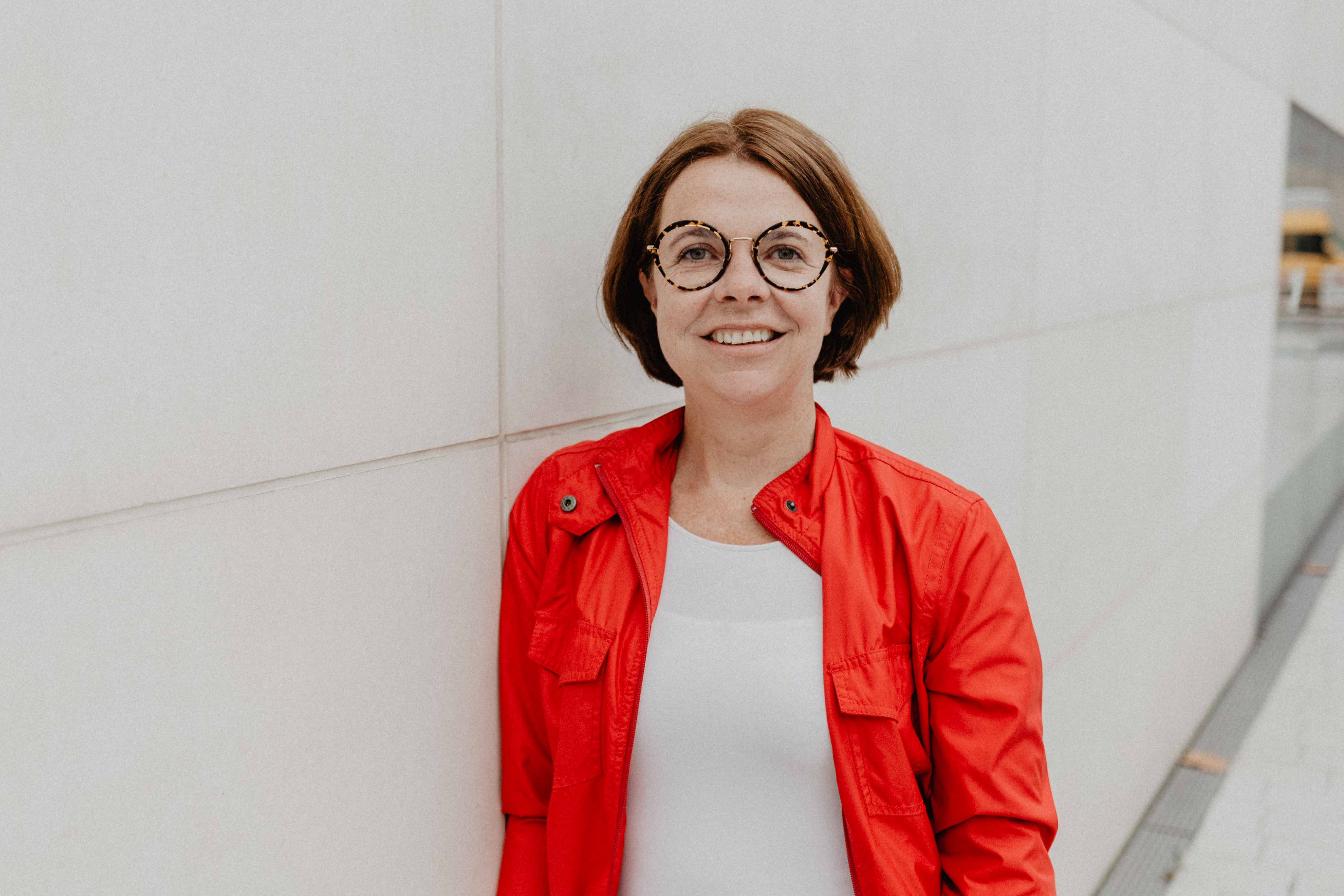
Nadja Lüders (2021)

Nadja Lüders (* 15. Oktober 1970 als Nadja Warmer in Witten) ist eine deutsche Rechtsanwältin und Politikerin (SPD). Sie ist seit 2010 Abgeordnete im Landtag Nordrhein-Westfalen und war von 2018 bis 2023 Generalsekretärin der SPD Nordrhein-Westfalen.

## Biografie
Lüders besuchte zunächst eine Schule in Witten und wechselte dann auf das Anne-Frank-Gymnasium in Werne, an dem sie 1990 ihre Abiturprüfung ablegte. Im Anschluss nahm sie ein Studium der Rechtswissenschaft an der Universität Münster auf, das sie 1995 mit dem Ersten Staatsexamen abschloss. Nach dem juristischen Vorbereitungsdienst am Landgericht Dortmund legte sie 1998 das Zweite Staatsexamen ab. Von 1998 bis 1999 folgte eine Anstellung im Bereich Straf- und Ordnungswidrigkeitenverfahren beim Landesarbeitsamt Nordrhein-Westfalen in Düsseldorf. Nach ihrer Zulassung als Rechtsanwältin eröffnete sie 1999 gemeinsam mit ihrem Ehemann eine Kanzlei in Dortmund.
Lüders ist unter anderem Mitglied der IG Metall und der Arbeiterwohlfahrt. Des Weiteren engagiert sie sich im westfälischen Verein BackUp – ComeBack, einer Beratungsstelle für Opfer rechtsextremer und rassistischer Gewalt.

## Politik
Lüders gehört seit 1996 der SPD an und steht seit 2001 dem Ortsverein Dortmund-Lichtendorf vor. Sie war ab 2006 stellvertretende Vorsitzende und von 2014 bis 2021 Vorsitzende des SPD-Unterbezirks Dortmund. Von 2011 bis 2013 war sie Mitglied des Bundesparteivorstandes der Sozialdemokraten. Lüders wurde im Juni 2018 auf dem Landesparteitag in Bochum zur Generalsekretärin der SPD Nordrhein-Westfalen gewählt und im März 2021 auf dem Landesparteitag in Neuss in dieser Funktion bestätigt. Am 26. September 2021 kündigte sie an, nicht wieder als Vorsitzende des SPD-Unterbezirks Dortmund kandidieren zu wollen.
Von 2004 bis 2009 war Lüders Mitglied im Rat der Stadt Dortmund. Bei den Landtagswahlen 2010, 2012 und 2017 wurde sie im Wahlkreis 113 (Dortmund III) jeweils als Direktkandidatin in den Landtag von Nordrhein-Westfalen gewählt. Den Wahlkreis gewann sie 2010 mit 46,0 %, 2012 mit 52,9 % und 2017 mit 43,7 % der Erststimmen. Zur Landtagswahl am 15. Mai 2022 trat sie erneut als Kandidatin im Wahlkreis 113 an und wurde mit 38,7 % der Erststimmen in den Landtag gewählt.
Lüders war von 2012 bis zu ihrer Wahl zur Generalsekretärin 2018 stellvertretende Vorsitzende der SPD-Landtagsfraktion. Bis März 2015 war sie Vorsitzende des 2014 im Landtag eingerichteten Parlamentarischen Untersuchungsausschusses zur Terrorgruppe Nationalsozialistischer Untergrund. Sie trat im März 2015 vom Vorsitz zurück, da sie als Anwältin im Jahr 2000 den Dortmunder Neonazi und Polizistenmörder Michael Berger in einem arbeitsgerichtlichen Verfahren bezüglich einer Kündigungsschutzklage vor dem AG Dortmund vertreten hatte, dessen Verbindungen zum NSU der Ausschuss prüfen sollte. Das arbeitsgerichtliche Verfahren hatte inhaltlich und rechtlich keine Querschnittsmengen mit den späteren Untersuchungen zum NSU.
In der 17. Wahlperiode war sie Mitglied des Ausschusses für Arbeit, Gesundheit und Soziales sowie des Kontrollgremiums nach § 23 des Verfassungsschutzgesetzes NRW.